# Epitonium sowerbyi
Epitonium sowerbyi is een slakkensoort uit de familie van de Epitoniidae. De wetenschappelijke naam van de soort is voor het eerst geldig gepubliceerd in 1884 door Clessin.